# Campeonato Russo de Futebol de 2016–17
O Campeonato Russo de Futebol de 2016–17 foi a 25ª temporada da principal competição de futebol da Rússia, desde a dissolução da União Soviética e a 14ª sob nomenclatura atual de Premier League Russa. O CSKA Moscou entra na temporada como o atual campeão da temporada de 2015-16.

## Equipes
| Pos | Promovidos à 1º Divisão                                |
| --- | ------------------------------------------------------ |
| 1º  | Orenburg (Campeão da Segunda Divisão)                  |
| 2º  | Arsenal Tula (Vice-campeão da Segunda Divisão)         |
| 3º  | Tom Tomsk (Vencedor do play-off contra o rebaixamento) |

| Pos | Rebaixados à 2º Divisão                                      |
| --- | ------------------------------------------------------------ |
| 14º | Kuban Krasnodar (Perdedor do play-off contra o rebaixamento) |
| 15º | Dínamo de Moscou (Penúltimo da Primeira Divisão)             |
| 16º | Mordovia Saransk (Último da Primeira Divisão)                |

### Estádios
| Time              | Estádio             | Cidade          | Inaugurado | Capacidade |
| ----------------- | ------------------- | --------------- | ---------- | ---------- |
| Amkar Perm        | Zvezda Stadium      | Perm            | 1969       | 17,130     |
| Anzhi Makhachkala | Anzhi Arena         | Kaspiysk        | 2003       | 24,859     |
| Arsenal Tula      | Arsenal Stadium     | Tula            | 1959       | 20,048     |
| CSKA Moskva       | CSKA Moscou Stadium | Moscou          | 2016       | 30,000     |
| Krasnodar         | Krasnodar Stadium   | Krasnodar       | 2016       | 33,000     |
| Krylya Sovetov    | Metallurg           | Samara          | 1957       | 33,001     |
| Lokomotiv Moskva  | Lokomotiv Stadium   | Moscou          | 2002       | 28,810     |
| Orenburg          | Gazovik Stadium     | Orenburgo       | 2002       | 4,800      |
| Rostov            | Olimp - 2           | Rostov do Don   | 1930       | 15,843     |
| Rubin Kazan       | Kazan Arena         | Cazã            | 2013       | 45,379     |
| Spartak Moskva    | Otkrytie Arena      | Moscou          | 2014       | 44,929     |
| Terek Groznyi     | Akhmat-Arena        | Grózni          | 2011       | 30,597     |
| Tom Tomsk         | Trud Stadium        | Tomsk           | 1929       | 10,000     |
| Ufa               | Neftyanik Stadium   | Ufa             | 1967       | 15,234     |
| Ural              | SKB-Bank Arena      | Ecaterimburgo   | 1940       | 10,000     |
| Zenit             | Petrovsky           | São Petersburgo | 2016       | 68,134     |

### Clubes
| Equipe            | Cidade          | Treinador          | Capitão            | Material esportivo | Patrocinador                |
| ----------------- | --------------- | ------------------ | ------------------ | ------------------ | --------------------------- |
| Amkar Perm        | Perm            | Gadzhi Gadzhiyev   | Aleksandr Selikhov | Adidas             | Governo da Região de Pefarm |
| Anzhi Makhachkala | Makhachkala     | Pavel Vrba         | Ali Gadzhibekov    | Nike               |                             |
| Arsenal Tula      | Tula            | Sergei Pavlov      | Dmitry Aydov       | Jako               | Rostec                      |
| CSKA Moskva       | Moscou          | Leonid Slutsky     | Igor Akinfeev      | Adidas             | Rosseti                     |
| Krasnodar         | Krasnodar       | Oleg Kononov       | Andreas Granqvist  | Puma               | Constell Group              |
| Krylya Sovetov    | Samara          | Franky Vercauteren | Ivan Taranov       | Nike               | Governo de Samara           |
| Lokomotiv Moskva  | Moscou          | Igor Cherevchenko  | Vedran Ćorluka     | Adidas             | RZD                         |
| Orenburg          | Orenburgo       | Robert Yevdokimov  | Dmitri Andreyev    | Adidas             | Gazprom                     |
| Rostov            | Rostov do Don   | Kurban Berdyev     | Alexandru Gațcan   | Adidas             | Energosbyt Rostovenergo     |
| Rubin Kazan       | Cazã            | Javi Gracia        | Oleg Kuzmin        | Jako               | TAIF-NK                     |
| Spartak Moskva    | Moscou          | Dmitri Alenichev   | Denis Glushakov    | Nike               | Lukoil                      |
| Terek Groznyi     | Grózni          | Rashid Rakhimov    | Rizvan Utsiyev     | Adidas             | Akhmat Foundation           |
| Tom Tomsk         | Tomsk           | Valery Petrakov    | Kirill Pogrebnyak  | Adidas             | Rodnyegoroda                |
| Ufa               | Ufa             | Viktor Goncharenko | Azamat Zaseyev     | Joma               | Bashinformsvyaz             |
| Ural              | Ecaterinburgo   | Vadim Skripchenko  | Pablo Fontanello   | Joma               | TMK Group Renova Group      |
| Zenit             | São Petersburgo | Mircea Lucescu     | Danny              | Nike               | Gazprom                     |

## Formato do torneio e regulamentos[2]

### Básico
Os 16 times jogarão um torneio de todos contra todos em turno e returno.

### Critérios de desempate
- 1) Pontos;
- 2) Vitórias;
- 3) Pontos no confronto direto;
- 4) Vitórias no confronto direto;
- 5) Saldo de gols no confronto direto;
- 6) Gols marcados no confronto direto;
- 7) Gols fora de casa no confronto direto;
- 8) Saldo de gols;
- 9) Gols marcados;
- 10) Gols fora de casa.

### Promoção e rebaixamento
As equipes que terminarem em 15º e 16º, serão rebaixadas para a LNF, enquanto os dois primeiros na respectiva liga serão promovidos para a temporada 2017-2018 da Premier League.
O 13º e o 14º da Premier League jogarão contra o 4º e 3º da LNF, respectivamente, em dois jogos eliminatórios com os vencedores assegurando as vagas para a temporada de 2017–18.

## Tabela da Liga
Atualizada em 21 de maio de 2017.
| Pos | Equipes            | Pts   | J  | V  | E  | D  | GP | GC | SG  | Classificação ou rebaixamento                  |
| --- | ------------------ | ----- | -- | -- | -- | -- | -- | -- | --- | ---------------------------------------------- |
| 1.  | Spartak Moscou     | 69    | 30 | 22 | 3  | 5  | 46 | 27 | 19  | Fase de grupos da Liga dos Campeões            |
| 2.  | CSKA Moscou        | 62    | 30 | 18 | 8  | 4  | 47 | 15 | 32  | Terceira Pré-eliminatória da Liga dos Campeões |
| 3.  | Zenit              | 61    | 30 | 18 | 7  | 5  | 50 | 19 | 31  | Terceira Pré-eliminatória da Liga Europa       |
| 4.  | Krasnodar          | 49    | 30 | 12 | 13 | 5  | 40 | 22 | 18  | Terceira Pré-eliminatória da Liga Europa       |
| 5.  | Terek Grozny       | 48    | 30 | 14 | 6  | 10 | 38 | 35 | 3   |                                                |
| 6.  | Rostov             | 48    | 30 | 13 | 9  | 8  | 36 | 18 | 18  |                                                |
| 7.  | Ufa                | 43    | 30 | 12 | 7  | 11 | 22 | 25 | -3  |                                                |
| 8.  | Lokomotiv Moscou   | 42    | 30 | 10 | 12 | 8  | 39 | 27 | 12  | Fase de Grupos da Liga Europa[a]               |
| 9.  | Rubin Kazan        | 38    | 30 | 10 | 8  | 12 | 30 | 34 | -4  |                                                |
| 10. | Amkar Perm         | 35    | 30 | 8  | 11 | 11 | 25 | 29 | -4  |                                                |
| 11. | Ural               | 30    | 30 | 8  | 6  | 16 | 24 | 44 | -20 |                                                |
| 12. | Anzhi Makhachkala  | 30[b] | 30 | 7  | 9  | 14 | 24 | 38 | -14 |                                                |
| 13. | Orenburg (R)       | 30    | 30 | 7  | 9  | 14 | 25 | 36 | -11 | Play-off contra o rebaixamento                 |
| 14. | Arsenal Tula (V)   | 28    | 30 | 7  | 7  | 16 | 18 | 40 | -22 | Play-off contra o rebaixamento                 |
| 15. | Krylya Sovetov (R) | 28    | 30 | 6  | 10 | 14 | 31 | 39 | -8  | Rebaixamento à Liga Nacional Russa             |
| 16. | Tom Tomsk (R)      | 14    | 30 | 3  | 5  | 22 | 17 | 64 | -47 | Rebaixamento à Liga Nacional Russa             |

- (V) Vencedor do Play-off contra o rebaixamento; (R) Rebaixados.
- a. ^  Lokomotiv Moscou se classificou para a fase de Grupos da Liga Europa por ser campeão da Copa da Rússia de 2016-17.
- b. ^  Anzhi Makhachkala tem vantagem sobre o Orenburg nos pontos no confronto direto: Orenburg 0–0 Anzhi Makhachkala, Anzhi Makhachkala 1–0 Orenburg.

## Play-off contra o rebaixamento

### Primeiro jogo
|  | SKA-Khabarovsk | 0–0 | Orenburg |  |
|  |                |     |          |  |

|  | Yenisey Krasnoyarsk                    | 2–1 | Arsenal Tula |  |
|  | Aleksandrov 11' (g.c.) · Maloyan 90+1' |     | 72' Kombarov |  |

### Segundo jogo
|  | Orenburg | 0–0 | SKA-Khabarovsk |  |
|  |          |     |                |  |

|                                 |       | Penalidades                             |  |
| Koronov Shogenov Malykh Sivakow | 3 – 5 | Kazankov Kobyalko Udaly Dedechko Koryan |  |

0–0 no agregado. SKA-Khabarovsk venceu nos pênaltis e foi promovido ao Campeonato Russo de Futebol de 2017–18; Orenburg foi rebaixado à Liga Nacional Russa 2017-18.
|  | Arsenal Tula   | 1–0 | Yenisey Krasnoyarsk |  |
|  | Shevchenko 29' |     |                     |  |

2–2 no agregado. Arsenal Tula venceu nos gols fora de casa e manteve sua vaga no Campeonato Russo de Futebol de 2017–18; Yenisey Krasnoyarsk permanece na Liga Nacional Russa 2017-18.

## Artilheiros
Atualizado em 21 de maio de 2017
| Pos. | Jogador           | Equipe           | Gols |
| ---- | ----------------- | ---------------- | ---- |
| 1    | Fyodor Smolov     | Krasnodar        | 18   |
| 2    | Artem Dzyuba      | Zenit            | 13   |
| 3    | Quincy Promes     | Spartak Moscou   | 12   |
| 4    | Ari               | Lokomotiv Moscou | 10   |
| 5    | Bekim Balaj       | Terek Groznyi    | 8    |
| 5    | Jonathas          | Rubin Kazan      | 8    |
| 5    | Giuliano          | Zenit            | 8    |
| 5    | Denis Glushakov   | Spartak Moscou   | 8    |
| 5    | Sergei Kornilenko | Krylya Sovetov   | 8    |